# Neckarburgbrücke
Die Neckarburgbrücke ist eine Stahlbeton-Bogenbrücke mit 154 Meter Spannweite bei einer Gesamtlänge von 365 Metern im Landkreis Rottweil in Baden-Württemberg.
Sie liegt im Zuge der Bundesautobahn 81 bei Rottweil und wurde von 1975 bis 1978 erbaut. Die Brücke überspannt in einer maximalen Höhe von 95 m das Neckartal.
Die Gesamtbreite der Brücke, mit je einem Überbau pro Fahrtrichtung, beträgt 31 m. Die Spannbetonüberbauten haben eine Konstruktionshöhe von 2,3 m. Die Stützweiten des Überbaus sind 3 × 30,00 m + (7 × 22,14 m = 154,98 m) + 4 × 30,00 m. Die Herstellung der beiden Brückenbogen erfolgte im Freivorbau mit Hilfsabspannungen. Der Bogenquerschnitt ist ein zweizelliger Hohlkasten mit den Außenabmessungen 3,0 m × 6,5 m.
Benannt ist sie nach der nahe gelegenen Neckarburg.